# Sarcophilus harrisii
Il diavolo della Tasmania, o diavolo orsino (Sarcophilus harrisii Boitard, 1841), è un mammifero marsupiale appartenente alla famiglia dei Dasiuridi. È minacciato per via di una forma di cancro trasmissibile (“tumore facciale del diavolo").
Gli aborigeni della Tasmania indicavano questo animale con vari nomi, fra cui tarrabah, poirinnah e par-loo-mer-rer. Il nome comune del diavolo della Tasmania, tuttavia, anziché derivare dai nomi aborigeni (come accaduto invece per molti altri animali australiani, come i canguri) deriva dai versi che questo animale è solito emettere durante le ore notturne, che ai primi esploratori e coloni dovettero sembrare delle urla diaboliche. A rinforzare questa associazione, l'animale è di colore scuro, appare estremamente irascibile e rissoso, e si nutre di carogne, tutte caratteristiche facilmente associate a entità malefiche. A supporto di ciò vi è il fatto che localmente questo marsupiale è noto anche come Beelzebub's pup, "cucciolo di Belzebù", e che durante il XIX secolo gli sono stati attribuiti numerosi nomi scientifici (attualmente considerati obsoleti e privi di valore) legati al mondo delle tenebre, come Sarcophilus satanicus e Diabolus ursinus.
Con l'estinzione del tilacino avvenuta nel 1936, il diavolo della Tasmania, pur raggiungendo all'incirca le dimensioni di un beagle, è divenuto la più grande specie superstite dell'ordine Dasyuromorphia ed in generale il marsupiale carnivoro vivente di maggiori dimensioni. La taglia relativamente piccola non deve tuttavia trarre in inganno: la forte testa, sorretta da un collo largo e muscoloso, fa sì che questo animale abbia il morso più potente di tutti i mammiferi viventi in rapporto alle dimensioni corporee. Ciò gli consente di nutrirsi di carogne, triturando senza difficoltà anche le ossa e perfino i denti.
Attualmente questo animale è diffuso soltanto nell'isola di Tasmania: tuttavia si hanno testimonianze di una sua presenza passata anche nel resto dell'Australia, dove questa specie si estinse però ben 400 anni prima dell'arrivo dei colonizzatori europei (avvenuto nel 1788). Perseguitato per lungo tempo dai coloni europei, in quanto ritenuto un grande razziatore di pollai e implacabile cacciatore di capi di bestiame (pagando in realtà uccisioni commesse perlopiù da cani e gatti rinselvatichiti, in quanto questa specie ha abitudini saprofaghe e raramente attacca esemplari che non siano vecchi o malati), a partire dalla seconda metà del XX secolo la specie è stata dichiarata protetta dal governo della Tasmania.
Sebbene si tratti di un animale molto conosciuto e generalmente ritenuto comune nella sua patria, il diavolo orsino verso la fine degli anni novanta è stato decimato da una rara forma di cancro trasmissibile, il tumore facciale del diavolo, che ha notevolmente ridotto il numero di esemplari e posto a rischio la stessa sopravvivenza della specie, tanto che nel maggio 2008 il diavolo della Tasmania è stato classificato ufficialmente come specie a rischio. Il governo regionale tasmaniano ha attivato dei programmi (il principale è il "Save the Tasmanian Devil Program") per contrastare la diffusione del fenomeno.

## Descrizione

### Dimensioni
Il diavolo di Tasmania raramente supera gli 80 centimetri di lunghezza (di cui 25 cm circa spettano alla coda) e un peso oscillante tra i 9 e i 12 kg chilogrammi, per un'altezza alla spalla che raggiunge i 30-40 cm. A parità d'età, le femmine sono più piccole dei maschi anche del 20% (65-70 cm di lunghezza, 6-8 kg di peso). Le popolazioni di questo animale diffuse nella parte occidentale della Tasmania presentano inoltre dimensioni medie minori rispetto ai conspecifici diffusi altrove nell'isola.

### Aspetto

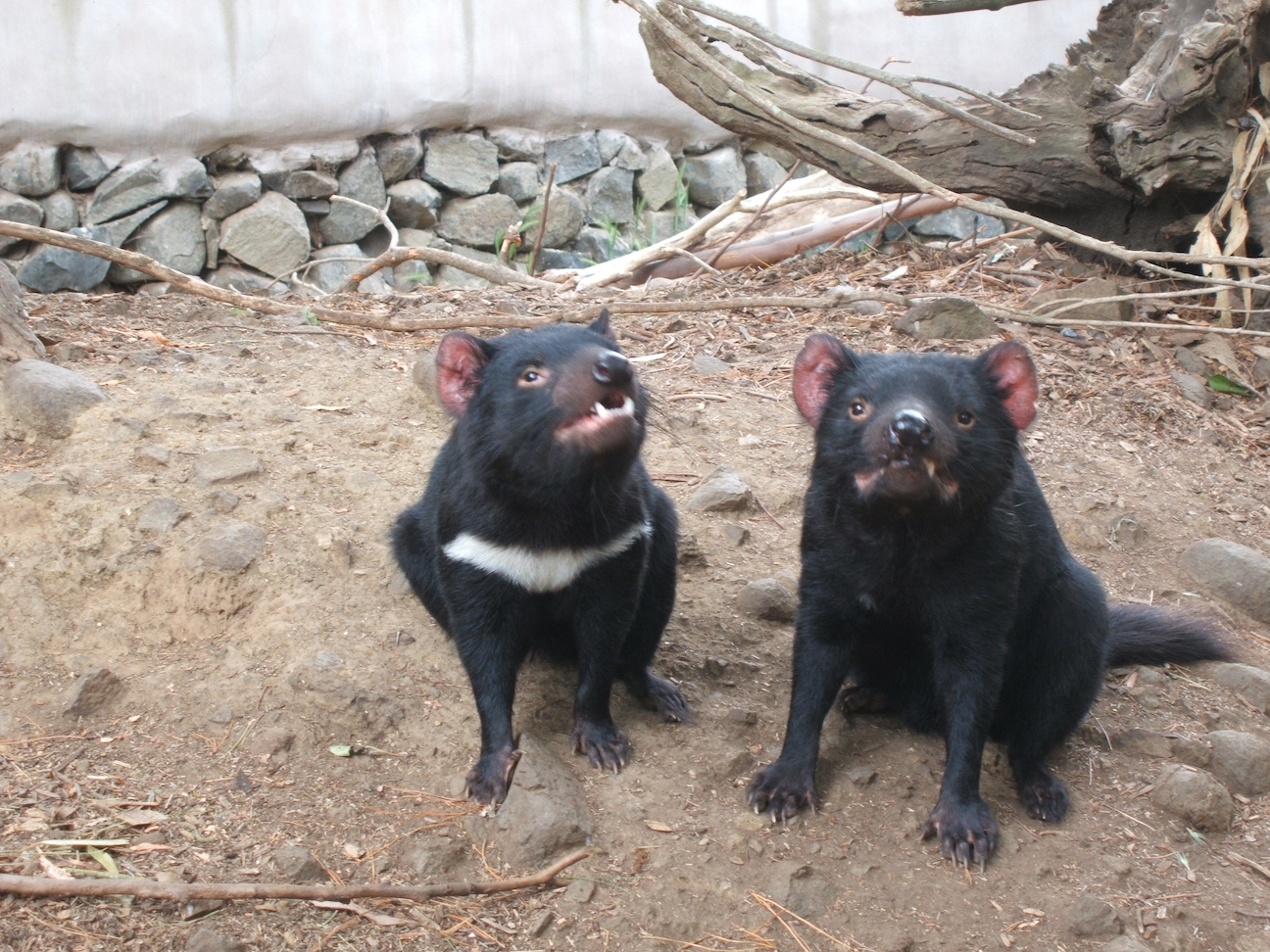
Due esemplari di diavolo della Tasmania: l'esemplare a destra manca delle bande bianche su petto e dorso.

Il pelo è di colore nero corvino, con una caratteristica macchia bianca a forma di mezzaluna o di sorriso che attraversa il petto, andando da una spalla all'altra, e un'altra banda orizzontale biancastra sul quarto posteriore: non è tuttavia infrequente osservare animali del tutto sprovvisti di tale macchia, ed è stato calcolato che il 16% dei diavoli di Tasmania viventi sia interamente di colore nero. Si pensa che questa caratteristica sia stata evoluta dai diavoli di Tasmania per attirare l'attenzione dei conspecifici, soprattutto di quelli con intenzioni aggressive, in quanto la maggior parte delle cicatrici dovute a combattimenti si concentrano proprio nell'area bianca sul petto. Il muso, le orecchie, le zampe e il cerchio perioculare sono glabri e di colore carnicino-grigiastro.

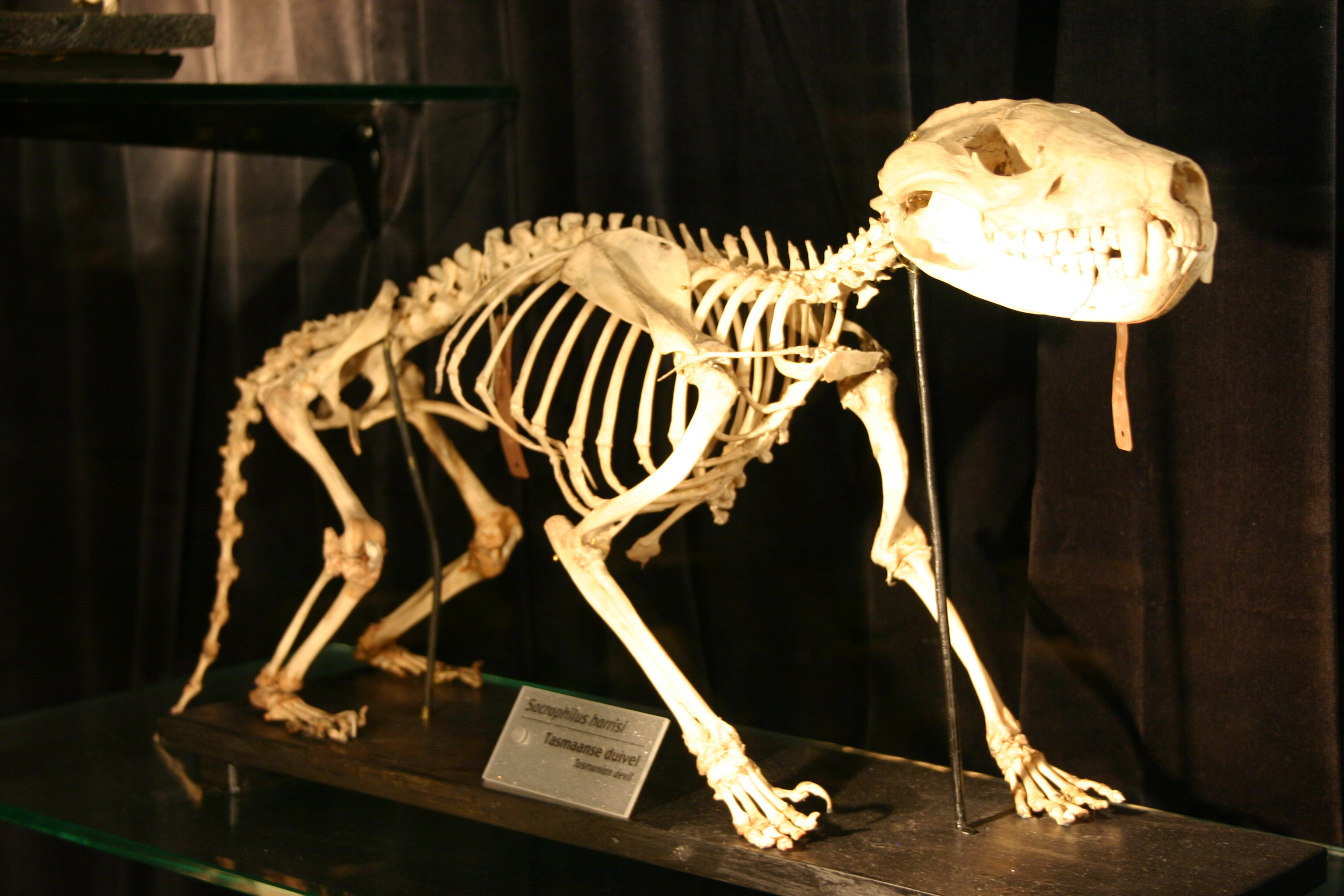
Uno scheletro di diavolo orsino: notare la grossa testa e le zampe anteriori più lunghe delle posteriori, munite di un quinto dito laterale.

Il diavolo della Tasmania si presenta come un animale tozzo e robusto, con tronco e testa molto sviluppati: fatto insolito per un marsupiale, in questo animale le zampe anteriori sono più lunghe di quelle posteriori (situazione questa riscontrabile anche nella iena maculata). Le zampe posteriori presentano quattro dita, mentre le zampe anteriori sono munite di cinque dita (quattro che poggiano sul terreno e uno laterale, che consente all'animale di trattenere e maneggiare il cibo): ciascun dito è munito di robusti artigli. La coda, lunga circa la metà del corpo, è conica e ricoperta di pelo rado e orientato verso il basso a mo' di spazzola: essa non è prensile e serve perlopiù per bilanciare il corpo quando l'animale si erge su due zampe o si muove velocemente, ma il diavolo di Tasmania la utilizza anche come deposito di grasso corporeo nei periodi di abbondanza di cibo.

La testa è molto grande rispetto al corpo, al quale è assicurata da un collo corto e taurino. Essa si presenta squadrata e con un corto muso glabro a tronco di cono: anche le orecchie, piuttosto piccole e di forma triangolare, sono glabre. Al di sopra degli occhi e sul muso sono presenti lunghe vibrisse che l'animale utilizza per aiutarsi nella ricerca del cibo nell'oscurità e per evitare che durante la nutrizione si scatenino conflitti dovuti all'accessiva vicinanza a conspecifici. L'olfatto è molto sviluppato (permettendo all'animale di sentire l'odore di conspecifici o di carcasse in putrefazione fino a 1 km di distanza, anche qualora la fonte di cibo si trovi sottoterra), tuttavia il senso più sviluppato nel diavolo della Tasmania sembra essere l'udito: fatto unico fra i marsupiali, in questa specie l'osso ectotimpanico è ben sviluppato. Gli occhi sono invece piuttosto piccoli e supportano una visione in bianco e nero, ideale in condizioni di luce fioca come sono quelle in cui si muove abitualmente il diavolo della Tasmania: la visione di oggetti in movimento è ottima, mentre l'animale può mostrare difficoltà nel vedere oggetti stazionari.

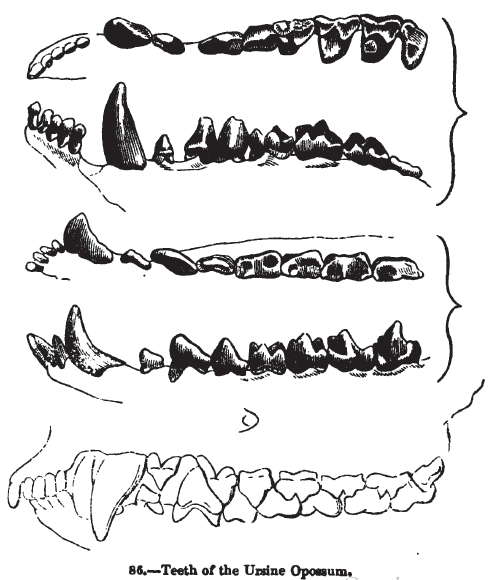
Illustrazione raffigurante la dentizione del diavolo orsino.

La dentizione del diavolo della Tasmania è quella tipica dei dasiuridi e, analogamente a quanto riscontrabile nei cani, sono presenti 42 denti. I canini e i premolari sono ben sviluppati, così come i molari, forti e ben adattati alla dieta a base di carne, ossa e cartilagini dell'animale: sono inoltre presenti tre paia di incisivi inferiori e due superiori, posti all'estremità distale delle mascelle. I denti (che per evoluzione convergente si presentano molto simili a quelli delle iene) mostrano crescita continua, tuttavia su un ritmo molto basso: una volta caduti o spezzati, essi non possono essere rimpiazzati.

L'animale è in grado di aprire la mascella quasi ad angolo retto (70-80°) e di sferrare morsi dalla forza prodigiosa: in proporzione, infatti, il morso di un diavolo della Tasmania è del 62% più potente di quello di un leone, potendo generare una forza pari a 553 newton (abbastanza da bucare anche pannelli di metallo). Ciò consente all'animale di nutrirsi con facilità anche delle ossa più coriacee.
Il marsupio si apre in direzione della coda e, a differenza di quanto osservabile in alcune specie della stessa famiglia, è permanente. Anche i maschi presentano una struttura simile a un marsupio e deputata alla protezione dei testicoli.

## Biologia

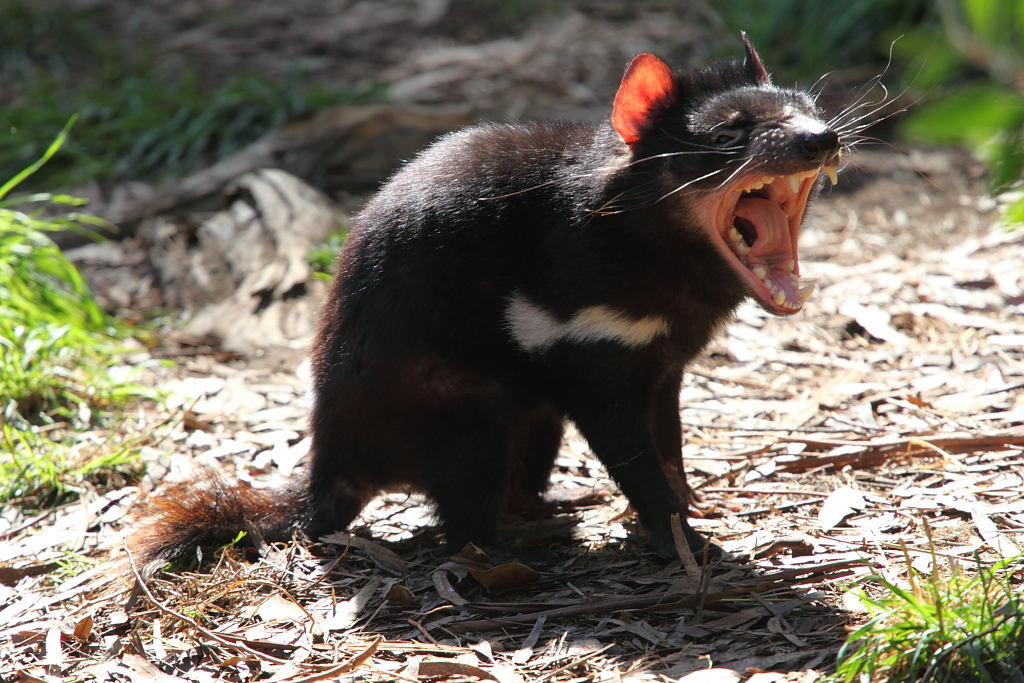
Un diavolo della Tasmania "sbadiglia" mettendo bene in mostra la potente dentatura.

Si tratta di animali dalle abitudini crepuscolari e notturne (soprattutto i giovani esemplari tendono a muoversi prima che sia calata la notte, probabilmente per evitare la competizione con gli adulti), che durante il giorno riposano in tane o nascosti nella vegetazione densa. Ciascun animale tende a utilizzare 3-4 siti a intervalli di un paio di giorni ciascuno come riparo durante il giorno, generalmente situati in prossimità di corsi d'acqua, fra le rocce o nell'erba alta: i diavoli della Tasmania possono eleggere a propria dimora tronchi cavi, spaccature fra le rocce, caverne, rifugi che si scavano da sé o anche tane scavate da altri animali, a volte sfrattandone il precedente inquilino. L'animale può rendere più confortevole la propria tana foderandola con erbe secche, fogliame o con materiale rubato nelle abitazioni (cuscini, coperte e vestiti). La sicurezza dei ripari utilizzati durante il giorno è molto importante per l'animale: è stato dimostrato che i diavoli della Tasmania sopportano molto bene i cambiamenti del proprio habitat dovuti all'azione dell'uomo, ai quali diventano però estremamente sensibili qualora intacchino la sicurezza delle tane.
I diavoli della Tasmania non sono territoriali, con l'eccezione delle femmine che difendono l'area attorno ai propri ripari (specialmente se si tratta di tane precedentemente occupate da vombati, che sono particolarmente ricercate come luoghi dove allevare la prole): tuttavia essi tendono a occupare aree ben definite, che condividono senza grossi problemi con altri diavoli della Tasmania. Tali aree variano in superficie fra i 4 e i 27 chilometri quadrati, in funzione della presenza di cibo: in esse l'animale si muove percorrendo una media di 8,6 km per notte, sebbene alcuni esemplari abbiano percorso anche più di 50 km in una sola notte. L'estensione dei vari territori e i movimenti che l'animale effettua al loro interno sono praticamente uguali nei due sessi, il che è assai bizzarro in animali solitari, carnivori e con un dimorfismo sessuale così marcato.
Nel proprio habitat l'animale si muove percorrendo percorsi circolari ben definiti, spesso utilizzando sentieri nella vegetazione causati dal passaggio di altri animali oppure muovendosi lungo le rive di corsi d'acqua o del mare: le aree rocciose vengono accuratamente evitate.
Il modo di procedere di questo animale consiste in un andamento lento e dinoccolato (sebbene il diavolo della Tasmania sia capace di raggiungere i 25 km/h e mantenere tale velocità per 1,5 km), durante il quale l'intera pianta del piede viene poggiata sul terreno, similmente a quanto avviene negli orsi: i diavoli della Tasmania sono inoltre buoni nuotatori, potendo attraversare a nuoto bracci d'acqua di oltre 50 m. Sebbene i giovani esemplari siano buoni arrampicatori (adattamento probabilmente dovuto ai non infrequenti casi di cannibalismo), con la transizione verso l'età adulta questa abilità viene quasi del tutto persa, soprattutto a causa della conformazione del corpo: un diavolo della Tasmania è tuttavia in grado di scalare senza grossi problemi piante alte fino a 2,5 m e dal diametro superiore ai 40 cm.
Si conosce piuttosto poco riguardo al comportamento sociale del diavolo della Tasmania: generalmente ritenuto un animale strettamente solitario e aggressivo nei confronti dei conspecifici, uno studio recente ha dimostrato che i vari animali presenti in una zona stabiliscono una rete di contatti fra loro, in particolare le femmine presenterebbero una certa interazione con altri esemplari dello stesso sesso e (sebbene con sensibili variazioni stagionali dovute al periodo riproduttivo) anche coi maschi, mentre questi ultimi raramente interagirebbero fra loro.

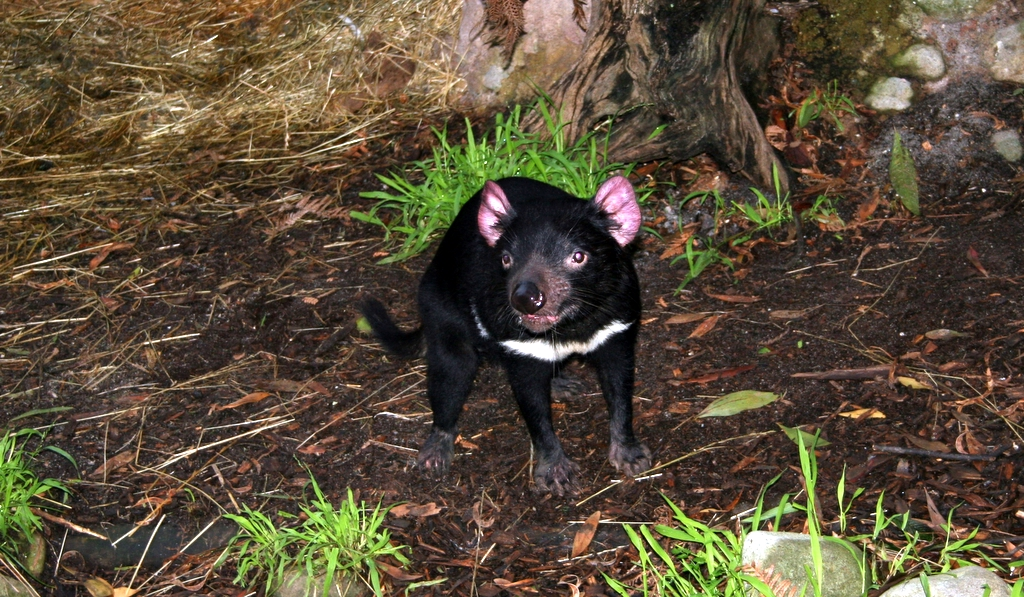
Un diavolo della Tasmania fotografato durante la notte.

Le abitudini meno strettamente notturne del diavolo della Tasmania rispetto agli altri Dasiuridi sono dovute alla maggiore taglia e alla conformazione corporea dell'animale, che si ripercuotono sulla termoregolazione: l'animale riesce a mantenere la propria temperatura corporea costante attorno ai 37,5-38 °C in una forbice di temperature ambientali che vanno dai 5 ai 30 °C. A temperature ambientali superiori, la temperatura corporea dell'animale tende ad aumentare repentinamente anche di due °C, salvo poi ritornare ai valori normali nel giro di un paio d'ore, senza che tuttavia l'animale mostri segni di malessere. Questo perché per eliminare il calore in eccesso, il diavolo della Tasmania (che non è in grado di sudare) ansima in maniera simile ai cani: molti marsupiali invece non sono in grado di disperdere calore in maniera efficiente e ciò li costringe ad avere abitudini notturne, per sfuggire alle alte temperature riscontrabili in Australia durante il giorno. Tuttavia, il tasso metabolico del diavolo della Tasmania è molto più basso rispetto a quello di altri carnivori, marsupiali e no, presentando invece analogie con quello di marsupiali erbivori di taglia simile (141 kJ/kg, il che vuol dire che un esemplare di 5 kg ha un fabbisogno energetico giornaliero di 170 kcal, in proporzione un quarto del fabbisogno energetico dell'affine dasiuro orientale). Il tasso metabolico sembrerebbe subire un'impennata nei mesi autunnali, sebbene non siano state ancora chiarite le cause di questo fenomeno.

### Alimentazione

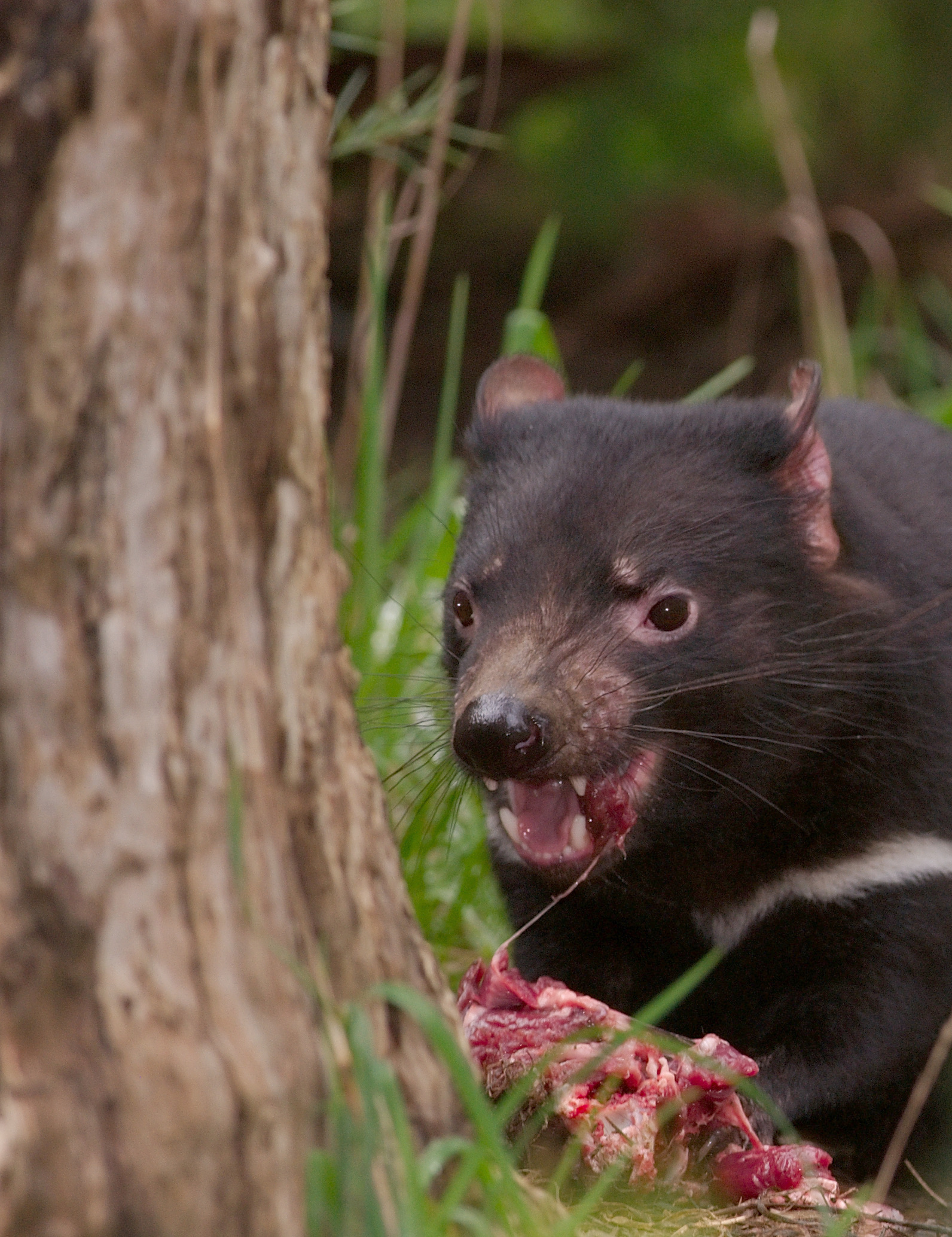
Un diavolo della Tasmania intento a nutrirsi dei resti di un canguro.

I diavoli della Tasmania sono animali essenzialmente carnivori: sebbene possano aggredire e sopraffare animali di dimensioni anche considerevolmente maggiori (come giovani canguri e pecore), molto spesso si accontentano di mangiare carogne, animali giovani o malati, piccoli mammiferi (come bettongie, ratti canguro e conigli), pesci e anche frutta e bacche, mostrando una grande variabilità nella dieta in relazione al cibo reperibile nella zona abitata. Ad esempio, nelle zone costiere il diavolo della Tasmania si nutre degli animali rimasti intrappolati nelle pozze di marea e di ciò che il mare lascia sulla riva, come carcasse galleggianti e pesci morti, nelle aree erbose segue a distanza le greggi in attesa di attaccare individui giovani o malati, mentre nelle aree urbane non esita a cercare il cibo fra i rifiuti o a intrufolarsi nelle case per nutrirsi di animali domestici, del loro cibo e anche di scarpe in cuoio: generalmente, le prede preferite rimangono i vombati e le loro carcasse, in quanto relativamente semplici da cacciare e dalle carni ricche di grasso.
Prima dell'estinzione del tilacino, il diavolo della Tasmania predava i piccoli di questa specie, che venivano lasciati incustoditi dai genitori durante la ricerca di cibo (e a sua volta veniva predato da questi ultimi). I diavoli della Tasmania tendono inoltre a concentrarsi nei pressi delle strade, dove possono agevolmente nutrirsi degli animali investiti dai veicoli di passaggio. Non di rado, i diavoli della Tasmania giungono alle carcasse mentre i predatori (generalmente dasiuri) se ne stanno ancora cibando, e in questo caso non esitano a scacciarli per nutrirsi: ciò rappresenta un problema in particolare per il quoll maculato, che si nutre di prede arboricole di grosse dimensioni e difficilmente riesce a consumarle completamente prima dell'arrivo dei diavoli della Tasmania.
La dieta di questi animali mostra variazioni anche piuttosto consistenti, sia a livello stagionale sia in base al sesso: ad esempio, studi recenti hanno dimostrato che i maschi durante il periodo invernale preferiscono nutrirsi di animali di dimensioni medie e grandi (rapporto 4:5), mentre in estate mangiano principalmente prede di grosse dimensioni (rapporto 7:2): queste due categorie da sole rappresentano il 95% della dieta di un maschio adulto. Le femmine invece tendono a non nutrirsi di grosse prede, ma mostrano ugualmente una variazione stagionale della dieta: in inverno, le prede medie e grandi costituiscono rispettivamente il 58% e il 25% del totale della dieta (la restante parte è rappresentata per il 10% da uccelli e per il 7% da prede di piccole dimensioni), mentre durante l'estate tale percentuale cambia in 61% (prede di medie dimensioni) e 37% (prede di grandi dimensioni). I giovani, più propensi ad arrampicarsi, si nutrono prevalentemente di invertebrati e piccoli vertebrati, non disdegnando di razziare i nidi per nutrirsi di uova e nidiacei: fra febbraio e luglio, essi tendono a nutrirsi di piccoli uccelli e possum (fino al 35,8% della dieta). Anche gli adulti curiosamente presentano una percentuale abbastanza elevata di prede dalle abitudini arboricole nella dieta (fino al 16,2% del totale annuo, che nelle femmine sale in inverno fino al 40%), principalmente composta da falangeriformi e solo in piccola parte da uccelli.
La dieta prevalentemente saprofaga del diavolo della Tasmania è dovuta principalmente al fatto che si tratta di un animale non molto veloce, che perciò difficilmente potrebbe avere la meglio su prede veloci come canguri e wallabies: tuttavia il fatto che il diavolo della Tasmania possa compiere scatti di una certa velocità (che costano all'animale in termini energetici, come dimostrato dal fatto che dopo tali scatti l'animale deve riposarsi per circa mezz'ora) fa pensare che durante la caccia questo animale si comporti principalmente come un predatore d'agguato, che attende che la preda si avvicini abbastanza da compiere un breve ma veloce scatto e sopraffarla.
Una volta catturata la preda (o trovata la sua carcassa), il diavolo della Tasmania la consuma a partire dal ventre, aprendo l'addome e consumando le soffici interiora: nel caso in cui la preda consumata sia di dimensioni medio-grandi (come una pecora, un cavallo o una mucca), l'animale non esita a stabilirsi all'interno della cavità addominale per alcuni giorni mentre ne consuma la carne. Questo comportamento è probabilmente alla base della credenza popolare che vuole che le femmine di diavolo della Tasmania lascino i propri piccoli nelle carcasse di grossi animali, nelle quali essi si fanno strada fino a uscirne da adulti. Sebbene l'animale cacci da solo, voci non confermate parlerebbero di cacce di gruppo, con un esemplare che insegue la preda facendola fuggire verso altri esemplari in agguato.

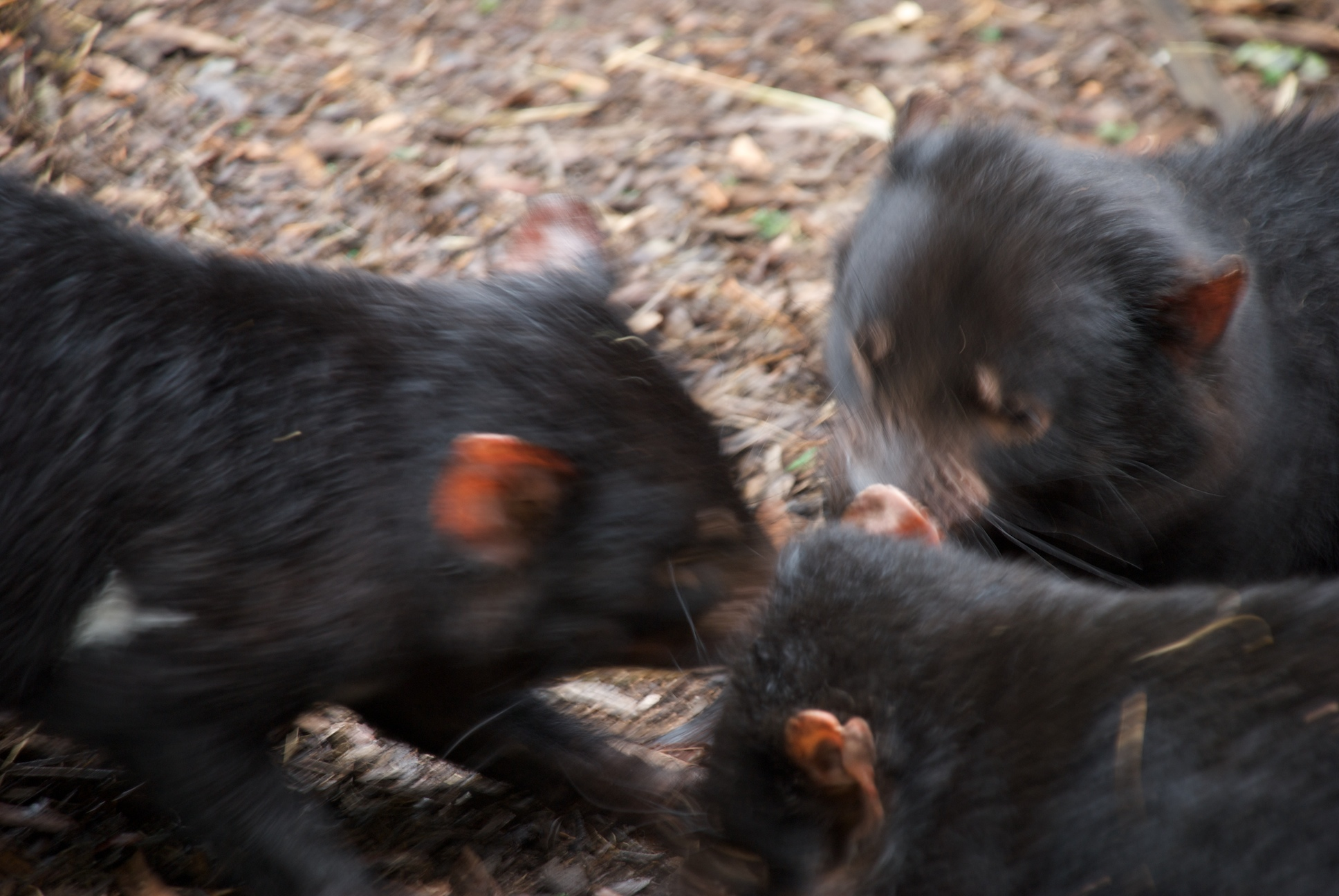
Tre diavoli della Tasmania si contendono una carcassa: la ricerca del cibo è un importante momento sociale per questi animali.

La ricerca di cibo è generalmente un'attività solitaria: tuttavia nei pressi di una carcassa o di una preda appena uccisa si radunano spesso vari esemplari (fino a 12, sebbene la media sia di 2-5 esemplari), che durante il pasto comunicano fra loro sfoggiando tutta una serie di richiami simili a urla che possono essere uditi a chilometri di distanza. La forza delle vocalizzazioni sembrerebbe essere direttamente proporzionale alle dimensioni della preda, il che farebbe supporre che essi servano come richiamo per altri diavoli della Tasmania situati nei dintorni.
Fra questi animali vige una gerarchia nel consumo del cibo: generalmente i giovani (attivi al tramonto) raggiungono la preda e si nutrono prima degli adulti (attivi a notte inoltrata). Gli esemplari dominanti sono i primi a mangiare, scacciando in malo modo eventuali pretendenti al pasto: questi generalmente si allontanano tenendo ben eretta la coda, con l'esemplare dominante che li insegue per un breve tratto, mordendone quando possibile il quarto posteriore. Il fatto che tali scaramucce divengano meno frequenti con l'aumento del cibo disponibile fa capire che esse non abbiano motivazioni gerarchiche vere e proprie, come osservabile invece in molti predatori sociali (come lupi e leoni). Durante il pasto sono state identificate venti posture a scopo comunicativo (fra cui il caratteristico sbadiglio a denti scoperti) e undici vocalizzazioni: la combinazione di queste due cose generalmente serve a stabilire il rango di ciascun animale senza arrivare a epiloghi violenti, tuttavia nella comunicazione molto probabilmente giocano un ruolo importante anche i segnali chimici che l'animale dà attraverso un'apposita ghiandola posta nel sottocoda. I combattimenti avvengono generalmente fra maschi adulti di pari stazza, che si mordono a vicenda o si ergono sulle zampe posteriori, spingendosi come lottatori di sumo con le zampe anteriori e utilizzando la coda come terza gamba per puntellarsi.
Un diavolo della Tasmania consuma in media una quantità di cibo pari al 15% del proprio peso corporeo, sebbene qualora se ne presenti l'occasione esso possa mangiare quantità di cibo pari al 40% del proprio peso in circa mezz'ora, consumando l'intera preda, ossa e pelo compresi, grazie all'azione delle fortissime mascelle.
Dopo un pasto abbondante, i diavoli della Tasmania diventano estremamente torpidi e poco reattivi, divenendo assai facili da catturare: con ogni probabilità, questo comportamento è presente grazie alla mancanza di predatori naturali sull'isola. La digestione è piuttosto veloce (sebbene molto meno rispetto agli altri dasiuridi) e l'animale tende a defecare sempre nei medesimi posti, formando delle latrine che possono essere condivise con altri esemplari e che probabilmente hanno un ruolo nella comunicazione coi conspecifici. Le feci del diavolo della Tasmania sono piuttosto grandi rispetto alle dimensioni dell'animale: esse hanno infatti una lunghezza che oscilla fra i 15 e i 25 cm e solitamente possiedono un caratteristico colore grigio, dovuto alla presenza di ossa al loro interno.

### Riproduzione
Le femmine vanno in estro una volta l'anno, prevalentemente nei mesi compresi fra febbraio e marzo (ma molte femmine possono accoppiarsi anche fino a giugno), dimodoché i piccoli vengano svezzati in coincidenza con la tarda primavera australe, quando il cibo è più abbondante: la femmina può avere fino a tre ovulazioni nel giro di tre settimane, ciascuna delle quali prevede la maturazione di più cellule uovo.. Come in tutti i marsupiali, manca una vera e propria placenta allantoide, ma si stabilisce un rapporto diretto tra l'uovo e la parete uterina, sicché l'embrione si nutre delle sostanze nutritizie contenute nell'uovo stesso. Quando le femmine vanno in estro, i maschi combattono furiosamente fra loro, per stabilire chi di loro avrà il diritto ad accoppiarsi con le migliori femmine della zona.
L'accoppiamento avviene in aree appartate e può avere luogo indifferentemente di giorno o durante le ore notturne. Il maschio si accoppia numerose volte con la femmina in estro per un periodo di 5-6 giorni (ma anche fino a 8), seguendola costantemente per evitare che venga montata da altri maschi nelle vicinanze. Dal canto suo, la femmina di diavolo della Tasmania si dimostra piuttosto selettiva coi suoi pretendenti, scacciando con decisione quelli di piccole dimensioni o ancora giovani. Tuttavia, alla fine della stagione riproduttiva circa l'80% delle femmine in età fertile sono gravide.
La gestazione, come in tutti i marsupiali, è molto breve: dopo soli 21 giorni dall'accoppiamento la femmina infatti partorisce stando in posizione supina fino a 20-30 piccoli che si presentano glabri, sordi e in generale ancora poco sviluppati (fatta eccezione per le zampe anteriori, molto forti e munite di unghie che a differenza di molti marsupiali non sono decidue), ciascuno dei quali pesa fra gli 0,18 e gli 0,24 grammi. Nei maschi lo scroto è esterno e già ben visibile, il che consente di distinguere i sessi già appena dopo la nascita.
Appena venuti al mondo, i piccoli si fanno strada con le zampette anteriori unghiute lungo il corpo della madre per raggiungere il marsupio: presentando quest'ultimo apertura posteriore, la madre è fisicamente impossibilitata ad aiutare i piccoli a raggiungerlo, come accade in altri marsupiali (specialmente i canguri). All'interno del marsupio, i piccoli si attaccano a un capezzolo, il quale reagisce alla suzione gonfiandosi nella bocca del piccolo e ancorandolo letteralmente alla madre, che così non rischia di perderlo durante il movimento: in tal modo, il piccolo va incontro a una sorta di "seconda gestazione" all'interno del marsupio materno. Le femmine del diavolo della Tasmania possiedono solo quattro capezzoli a fronte di cucciolate che contano anche 20-30 piccoli (sebbene il numero di piccoli per cucciolata tenda a diminuire anche di molto con l'età), per cui solo i più forti e svelti riusciranno a raggiungere i capezzoli e quindi a sopravvivere: le femmine sembrano essere migliori dei maschi in questo senso, in quanto il loro numero nei marsupi è maggiore.
I piccoli restano attaccati al capezzolo materno per circa 100 giorni: il latte non viene succhiato dal piccolo, ma immesso direttamente nella sua bocca mediante l'azione di appositi muscoli mammali. Il prolungamento della laringe, che raggiunge le coane nasali, consente ai cuccioli di respirare anche mentre ingeriscono il latte materno. Grazie al latte materno molto nutriente e straordinariamente ricco in ferro, lo sviluppo dei piccoli è piuttosto rapido: già a partire dalla seconda settimana di vita sono ben distinguibili il rinario e l'orecchio esterno (che tuttavia diventa del tutto funzionale solo attorno alla decima settimana di vita), a 16 giorni di vita appaiono le palpebre, a 17 giorni spuntano le vibrisse e a 20 sono ben distinguibili le labbra, che tuttavia possono schiudersi dal capezzolo materno solo dopo la decima settimana di vita, sebbene i piccoli possano cominciare a emettere suoni (generalmente degli acuti squittii) già a partire dai due mesi. Il pelo comincia a crescere dopo il quarantanovesimo giorno di vita e la pelliccia è completamente cresciuta quando il piccolo ha tre mesi: i primi peli spuntano a partire dal muso e in seguito crescono man mano sul resto del corpo, con il quarto posteriore che è l'ultima parte del corpo a ricoprirsi di pelo. Contemporaneamente alla crescita del pelo, la pelle dei piccoli tende a inscurirsi, passando dal rosa al grigio-nerastro. Sebbene le palpebre si formino a partire dalla terza settimana di vita e attorno ai 50 giorni appaiano anche le ciglia, i piccoli diavoli della Tasmania schiudono gli occhi solo fra gli 87 e i 83 giorni di vita, poco prima di staccarsi per la prima volta dal capezzolo materno.

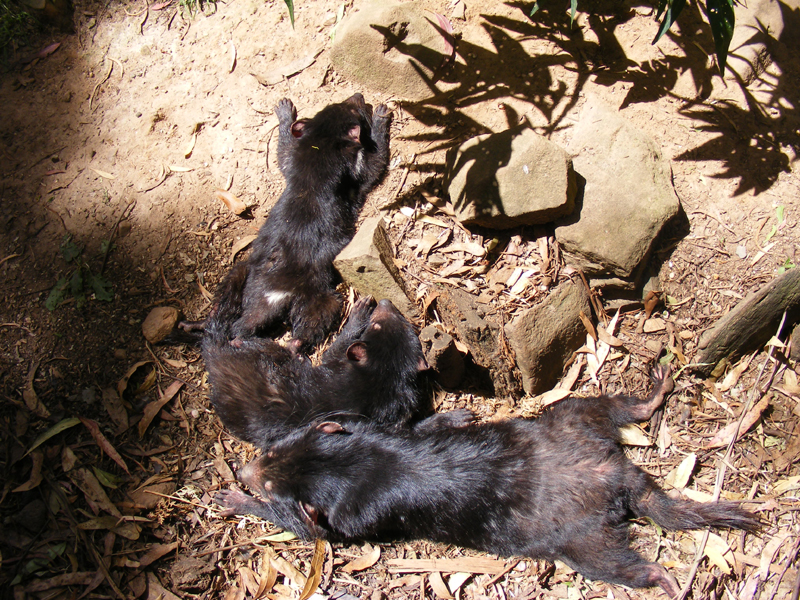
Tre giovani diavoli della Tasmania si riposano al sole.

I piccoli non escono dal marsupio prima dei 105 giorni di vita, quando sono praticamente una copia in miniatura degli adulti e pesano all'incirca 200 g ciascuno: per altri tre mesi non lasciano il rifugio materno, avventurandosi fuori di esso verso l'inizio dell'estate australe (ottobre-dicembre), seguendo la madre durante la ricerca del cibo e spesso lasciandosi trasportare sulla sua groppa. Essi saranno completamente indipendenti entro il mese di gennaio, dimodoché la femmina non dedica loro che circa un mese e mezzo (durante la loro permanenza del marsupio la femmina non interagisce in alcun modo con essi, con l'eccezione dell'allattamento): fino al raggiungimento dell'indipendenza essi continuano a bere il latte materno, il che consente loro una crescita molto rapida (circa mezzo chilo al mese).
La maturità sessuale viene raggiunta attorno ai due anni d'età: le femmine possono cominciare a riprodursi già a quell'età, mentre i maschi solitamente sono costretti ad aspettare ancora, in quanto ancora troppo deboli per competere nei combattimenti con maschi più anziani per assicurarsi il diritto all'accoppiamento. Probabilmente a causa del crollo numerico di questi animali in seguito all'epidemia di DFTM, molte femmine hanno cominciato a riprodursi anche già a partire dal primo anno di vita e sempre a causa di questa malattia la stagione riproduttiva è divenuta meno ben definita in molte zone.

La speranza di vita dei diavoli della Tasmania si aggira attorno ai cinque anni d'età: un esemplare di nome Coolah, vissuto in cattività e morto a sette anni e mezzo, rappresenta con ogni probabilità l'esemplare più anziano di questa specie finora registrato.

## Distribuzione e habitat

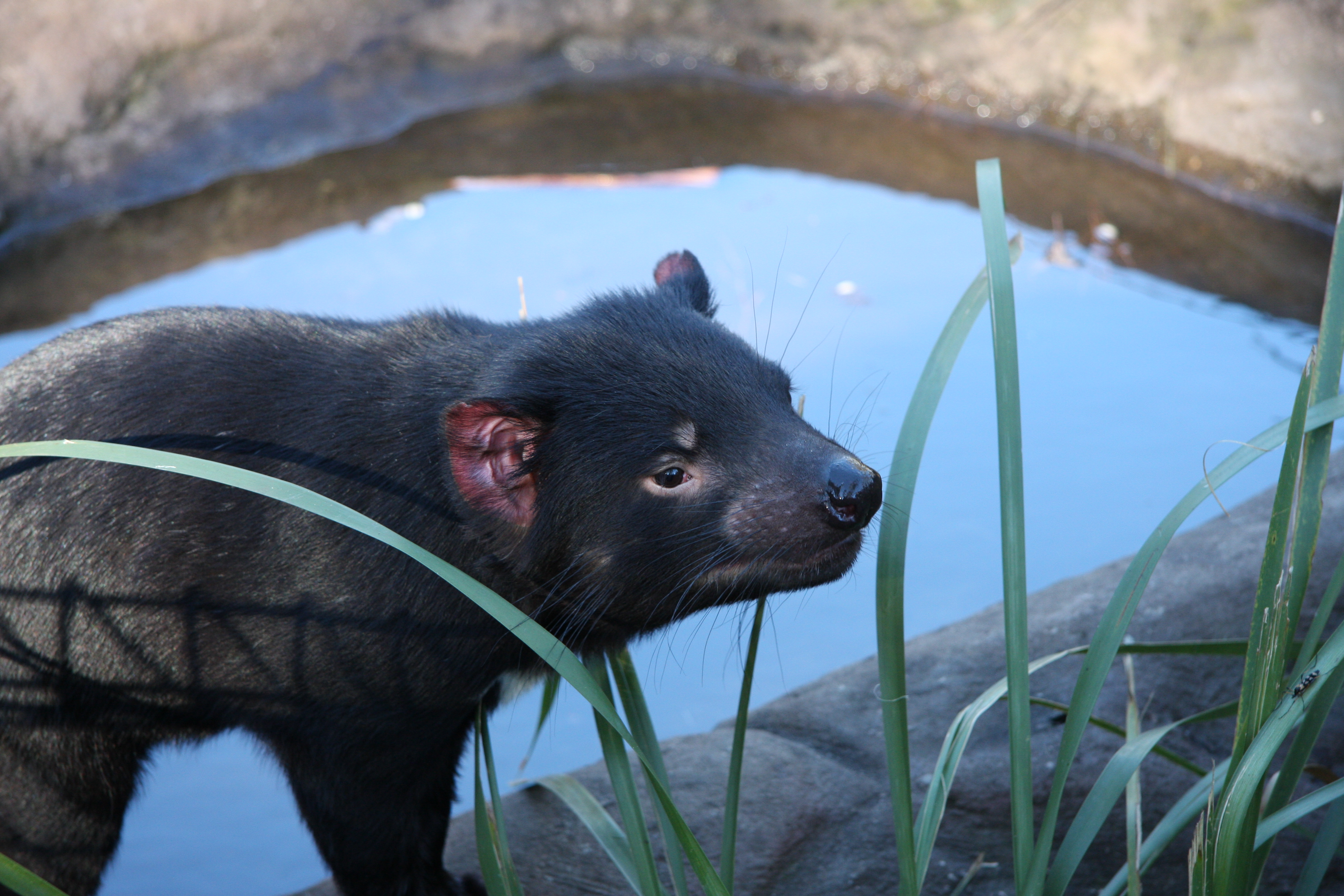
Un diavolo della Tasmania: l'acqua è un elemento imprescindibile per questi animali, nonostante si immergano molto raramente.

Il diavolo della Tasmania può essere osservato in tutta la Tasmania e su Robbins Island (che comunque durante la bassa marea è collegata all'isola da un ponte di terra): fino ai primi anni del XX secolo si aveva notizia della presenza su questi animali anche su Bruny Island, dove tuttavia non sono avvenuti più avvistamenti dal 1900, mentre una popolazione introdotta verso la metà degli anni novanta su Badger Island si è estinta nel 2005.
L'habitat tipo di questo animale si pensa sia rappresentato dalle aree temperate della Tasmania nord-occidentale, con foreste rade e clima piuttosto secco: tuttavia, i diavoli della Tasmania possono essere osservati nella maggior parte degli habitat presenti sull'isola, giardini e periferie urbane compresi. La densità della popolazione di questi animali pare essere particolarmente alta nelle foreste costiere e nelle aree a sclerofillo, mentre la specie è poco presente nelle pianure a button grass della Tasmania sud-occidentale e manca del tutto nelle aree montane. I diavoli della Tasmania sono inoltre molto numerosi in prossimità delle strade, dove si nutrono degli animali investiti dalle auto di passaggio.

## Tassonomia
Il primo a descrivere scientificamente questa specie fu il naturalista inglese George Harris, che nel 1807, credendola prossima agli opossum, la denominò Didelphis ursina in riferimento alle orecchie arrotondate, simili a quelle di un orso. Tale nome si rivelò tuttavia non valido, in quanto già assegnato nel 1800 a una specie di vombato (attualmente classificata come Vombatus ursinus) da George Shaw. Nel 1838 Richard Owen, studiando un esemplare di diavolo della Tasmania, scelse il nome scientifico di Dasyurus laniarius, ma nel 1877 optò per lo spostamento nel genere Sarcophilus, creato nel 1841 da Pierre Boitard. Quest'ultimo, in onore di George Harris, primo descrittore della specie, scelse il nome di Sarcophilus harrisii ("amante della carne di Harris").

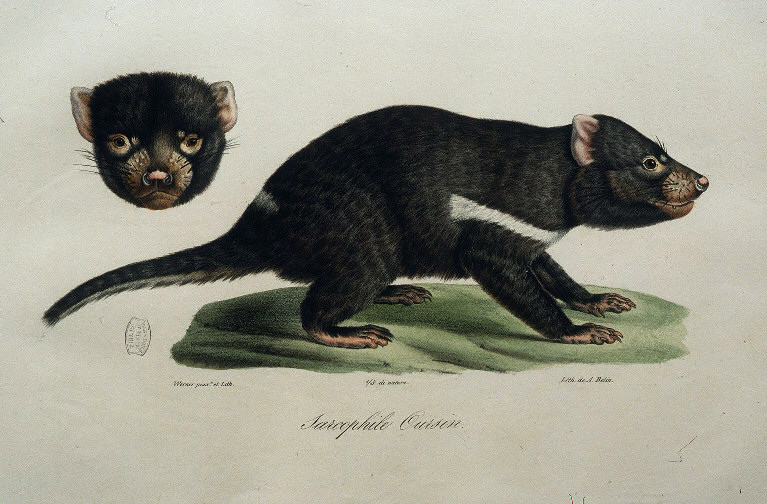
Illustrazione di diavolo orsino a opera di Frédéric Cuvier.

Nel 1987, a seguito di varie revisioni, è stato suggerito di modificare il nome della specie in Sarcophilus laniarius, poiché questo fu il primo il nome con il quale venne classificata la specie. La comunità scientifica tuttavia respinse la proposta, poiché tale descrizione scientifica avvenne su resti fossili rivelatisi poi appartenenti a una specie differente.
Il diavolo della Tasmania è l'unica specie vivente ascritta al genere Sarcophilus, appartenente alla famiglia dei Dasiuridi: al genere vengono generalmente ascritte altre due specie, S. laniarius e S. moornaensis, ambedue estintesi durante il Pleistocene e dalle relazioni filogenetiche ancora poco chiare. Nell'ambito della famiglia, il diavolo della Tasmania appare filogeneticamente più affine ai dasiuri (dai quali si sarebbe tuttavia staccato fra i 10 e i 15 milioni di anni fa) che al tilacino, col quale invece è sempre stato ritenuto strettamente imparentato.

Probabilmente gli antenati degli attuali diavoli orsini (discendenti dei marsupiali giunti in Australia dal Sudamerica quando i due continenti erano ancora uniti fra loro nel supercontinente Gondwana) si adattarono a uno stile di vita almeno parzialmente arboricolo, che portò a un accrescimento di taglia e a un'andatura saltellante (che giustificherebbe la peculiare andatura dell'attuale diavolo orsino): durante l'inaridimento generale che colpì l'Australia durante il Miocene si sarebbe poi staccata la linea che avrebbe portato al diavolo della Tasmania (generalmente l'ultimo antenato comune ai dasiuri e al diavolo orsino è ritenuto Glaucodon ballaratensis), probabilmente per riempire una nicchia rimasta vacante a causa dell'estinzione di massa avvenuta in quel periodo.

### Sottospecie
Generalmente vengono distinte due sottospecie di diavolo orsino (Sarcophilus harrisii harrisii Boitard, 1841 e l'estinta Sarcophilus harrisii dixonae Werdelin, 1987): alcuni studiosi classificano invece il diavolo della Tasmania come una sottospecie di Sarcophilus laniarius (S. laniarius harrisii).

Dal sequenziamento del genoma di questo animale, completato nel 2010 è emerso che, pur presentando 14 cromosomi come tutti i dasiuridi, i diavoli della Tasmania presentano scarsa variabilità genetica a causa dell'effetto del fondatore e della regola di Foster, oltre all'effetto collo di bottiglia causato dalle numerose riduzioni numeriche alle quali la specie è stata soggetta durante la sua storia. Il tumore facciale del diavolo, decimando la popolazione proprio a causa di questa scarsa variabilità genetica, l'ha ridotta ulteriormente causando un aumento dell'inincrocio.

La popolazione diffusa nel nord-ovest dell'isola appare però geneticamente distinta dal resto dei diavoli della Tasmania: vi è un certo grado di incrocio fra le due popolazioni nelle aree in cui esse si trovano a convivere, sebbene esso sia praticamente trascurabile.

## Rapporti con l'uomo

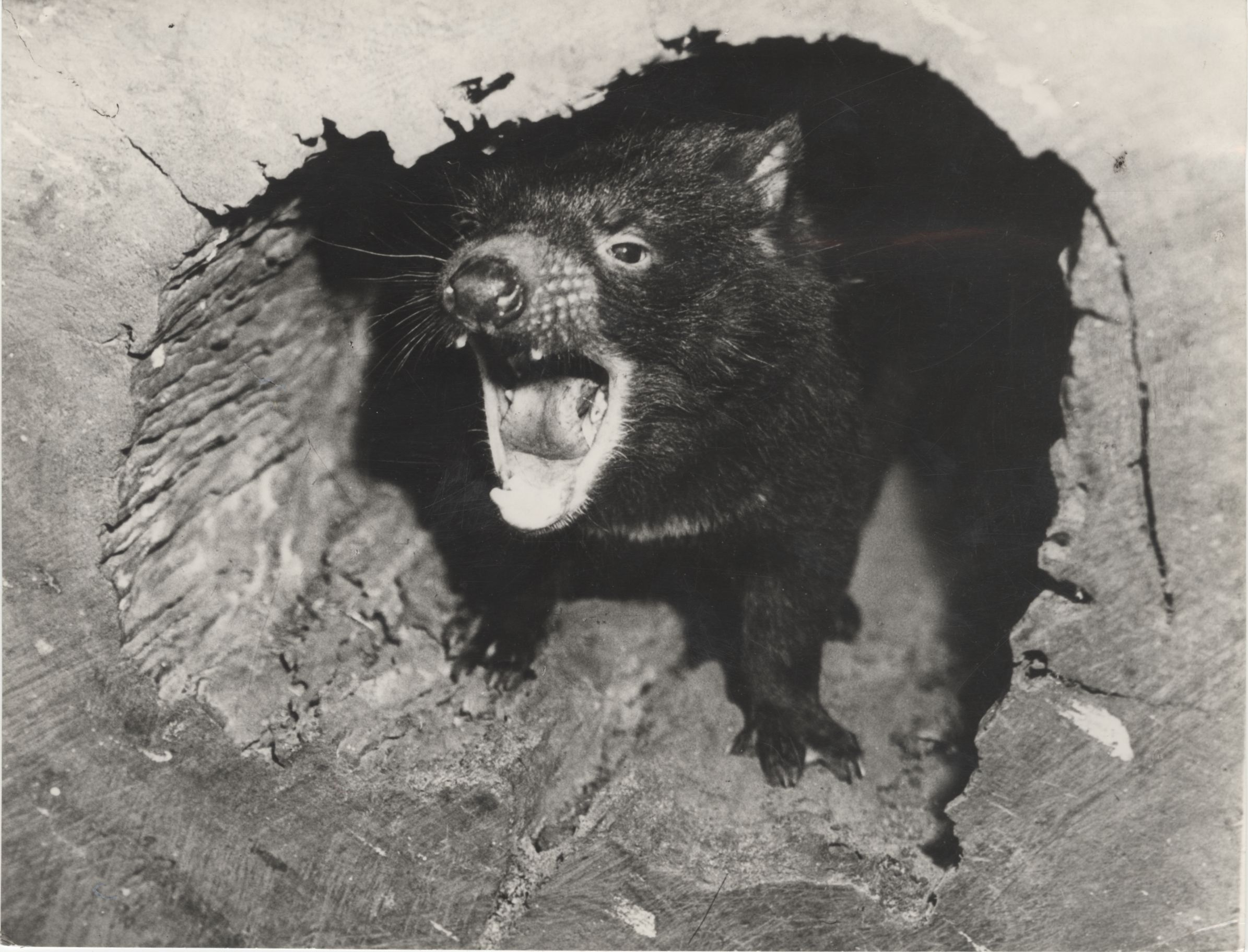
Esemplare immortalato nel 1960

La prima testimonianza di interazione fra l'uomo e il diavolo della Tasmania consiste in un monile formato da 178 denti (appartenenti a 49 diversi esemplari) rinvenuto al collo di uno scheletro umano ritrovato nel 1970 nella località di Lake Nitchie, in Nuovo Galles del Sud, e risalente a 7.000 anni fa (i denti tuttavia potrebbero essere ancora più antichi).
Gli aborigeni della Tasmania erano soliti condividere col diavolo orsino i ripari per la notte senza alcun problema: mentre non vi sono prove che essi si nutrano o che in passato abbiano avuto l'usanza di nutrirsi della carne di questo animale, abbondano i miti locali nei quali si racconta che i diavoli della Tasmania possano mangiare gli sventurati che si attardino nella foresta durante la notte. Sebbene possano nutrirsi di carne umana (ad esempio mangiando i corpi dei caduti in battaglia o dei suicidi), tuttavia, i diavoli orsini non rappresentano un pericolo concreto per l'uomo: in presenza di esso, la maggioranza di questi animali si immobilizza per osservare l'intruso, annusando cautamente l'aria e solo in rari casi alcuni esemplari cominciano a dare segni di nervosismo. Qualora disturbati, tuttavia, i diavoli della Tasmania possono graffiare o mordere con forza.
A causa delle sue potenti grida notturne e al colore nero intenso della pelliccia, i primi esploratori europei della Tasmania dettero a questo animale il nome di diavolo, associandolo al vizio e alla malvagità. I primi coloni europei in Tasmania si nutrivano sporadicamente del diavolo della Tasmania, paragonando il sapore e la consistenza delle sue carni a quelli del vitello.
A causa delle sue abitudini, il diavolo della Tasmania è stato visto perlopiù come un animale aberrante e dannoso (anche i turisti venivano messi in guardia fino a tempi recenti circa la presunta ferocia e malvagità di questo animale), da eliminare piuttosto che da studiare: per questo motivo, bisognerà attendere la seconda metà degli anni sessanta prima che una squadra di ricercatori, capitanata dal professor Guiler, avviasse una serie di studi sul campo che durarono un decennio e aiutarono a fare luce sul diavolo orsino, e solo nel 1991 venne assegnato il primo dottorato di ricerca riguardante lo studio di questo animale. I primi, timidi tentativi di approccio scientifico vennero tuttavia portati avanti nei primi anni del XIX secolo, prima da una guardiana dello zoo di Hobart (Mary Roberts, che dedicò buona parte della propria vita a rendere l'immagine pubblica del diavolo della Tasmania meno negativa, con articoli e pubblicazioni) e in seguito da Theodore Thomson Flynn, a cavallo della prima guerra mondiale.

### Il diavolo orsino in cattività

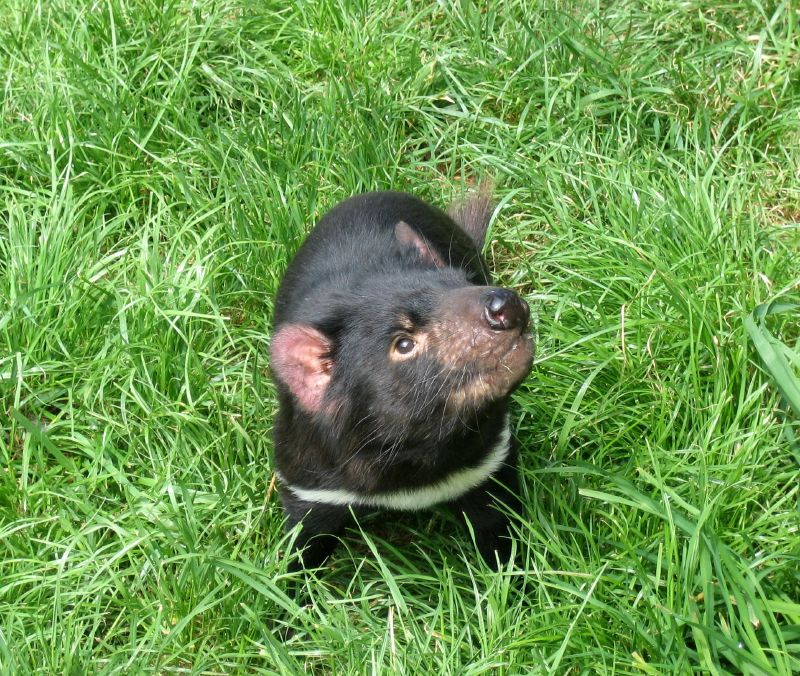
Un diavolo della Tasmania al Tasmanian Devil Conservation Park di Taranna, in Tasmania: molti esemplari vengono allevati e riprodotti in cattività per assicurare la sopravvivenza della specie.

Lo status  di specie protetta di cui gode il diavolo orsino fa sì che questi animali non possano essere esportati dall'Australia, se non in casi eccezionali. Tuttavia, in passato essi erano ospiti piuttosto comuni dei giardini zoologici di tutto il mondo, e spesso tenuti come animali domestici nelle case rurali della Tasmania.
Sebbene possano essere tenuti in cattività e mostrare un certo grado di attaccamento al padrone, i diavoli della Tasmania non sono dei buoni animali da compagnia. Essi tendono infatti a mostrarsi asociali, non manifestando (e non dando segno di gradire) forme d'affetto: inoltre, sebbene si puliscano costantemente con le zampe e si lecchino in maniera simile a dei gatti, i diavoli orsini emanano un caratteristico odore pungente che può essere evitato solo rimuovendo loro la ghiandola presente sul sottocoda. In generale, le femmine sembrano risentire maggiormente dello stress da cattività rispetto ai maschi. Il problema principale con l'allevamento in cattività del diavolo orsino è che si tratta di un animale notturno, mentre nelle case e nei giardini zoologici questi animali vengono generalmente forzati a essere attivi durante il giorno per essere osservati dai visitatori.
I primi tentativi di allevare in cattività il diavolo orsino ebbero scarso successo: la prima a provarci fu la sopraccitata Mary Roberts nello zoo di Beumaris, nel 1913. I due animali tenuti nello zoo (i cui nomi erano Billy e Truganini) vennero inizialmente tenuti separati per evitare liti, ma vennero in seguito rimessi insieme poiché la femmina mostrava segni di sofferenza dovuti alla mancanza del maschio. Nello stesso anno del loro arrivo Truganini venne ingravidata e portò a termine la gestazione, ma i piccoli vennero probabilmente mangiati da Billy: nel 1914, una seconda cucciolata venne salvata allontanando il maschio prima del parto, e Mary Roberts raccolse una serie di appunti sulle abitudini dei piccoli diavoli della Tasmania, appunti che vennero poi inviati alla Società Zoologica di Londra.
L'ultimo diavolo della Tasmania in cattività al di fuori dell'Australia, un maschio chiamato Coolah, morì nel 2004 al Fort Wayne Children's Zoo, nell'Indiana. Nel 2005, con la nascita di Cristiano, primogenito di Federico X di Danimarca (sposato con la tasmaniana Mary Donaldson), il governo della Tasmania decise di inviare in regalo due coppie di diavoli della Tasmania, attualmente ospitati allo zoo di Copenaghen. Questi quattro esemplari rappresentano perciò gli unici diavoli della Tasmania viventi al di fuori dell'Australia, sebbene si sospetti che vi siano sparsi in giro per il mondo alcuni di questi animali venduti illegalmente.

## Conservazione
Sebbene durante il Pleistocene il diavolo della Tasmania fosse diffuso in gran parte del continente australiano, nel corso dell'Olocene questa specie subì un drastico declino numerico, al punto che attorno ai tremila anni fa ne sopravvivevano in Australia solo tre popolazioni relitte: una popolazione settentrionale (ipotizzata in base al ritrovamento di un fossile di questo animale nei pressi di Darwin e a pitture rupestri raffiguranti il diavolo orsino), una sud-occidentale (piuttosto dubbia, in quanto la sua esistenza si basa su un singolo dente ritrovato nel 1972 da Mike Archer e Alex Baynes e risalente a un periodo compreso fra i 160 e i 430 anni fa, giudicato poco attendibile come fonte in quanto potrebbe essere capitato per caso sul luogo e anche perché la datazione così recente cozza con la cronistoria della specie, scomparsa quasi simultaneamente dall'Australia continentale attorno ai 3.000 anni fa) e una sud-orientale (ritrovamento di resti sparsi a est del fiume Murray, negli attuali stati di Victoria e Nuovo Galles del Sud). Quest'ultima popolazione si trovò separata da quella residente in Tasmania (con la quale era un tutt'uno) a causa dell'aumento del livello del mare durante l'Olocene, che decretò la comparsa dello stretto di Bass.
Il declino del diavolo orsino in Australia continentale è stato tradizionalmente associato con l'arrivo e la diffusione in Australia degli antenati degli aborigeni australiani e in particolare del dingo: tuttavia, stando ai reperti fossili, il diavolo della Tasmania avrebbe convissuto con essi per circa 3.000 anni prima di estinguersi, a differenza di altre specie (come il tilacino) scomparse dall'entroterra australiano quasi subito dopo l'arrivo dell'uomo.

Alcuni studiosi ritengono più probabile che la scomparsa del diavolo della Tasmania dall'Australia sia da attribuire al fenomeno di El Niño, che durante l'Olocene si manifestò in maniera particolarmente forte, tale da abbattere alcune popolazioni animali particolarmente sensibili a esso.
Con l'arrivo dei coloni europei, i diavoli della Tasmania cominciarono a essere abbattuti in quanto ritenuti implacabili cacciatori di bestiame e competitori nella caccia al wallaby (molto ricercato in passato per la pelliccia): nel 1830 venne introdotto un sistema di taglie da assegnare per ogni animale ucciso, e nel solo 1923 vennero abbattuti più di 900.000 diavoli orsini, sia con armi da fuoco sia attraverso metodi indiretti, come trappole ed esche avvelenate. Il bracconaggio nei confronti di questa specie attualmente viene definito "localmente intenso" dalle autorità tasmaniane, tuttavia il numero di animali abbattuti non è tale da rappresentare un effettivo problema per la sopravvivenza della specie: fino alla seconda metà degli anni '90, invece, l'uccisione illegale di diavoli della Tasmania causava la morte di circa 10.000 di questi animali ogni anno.
La visione del diavolo della Tasmania come un astuto e implacabile predatore, che uccide anche senza essere spinto dalla fame (probabilmente dovuta all'osservazione di qualche gruppo di questi animali intento ad attaccare qualche pecora vecchia o malata) dimostrò la propria infondatezza quando venne appurato che anche nelle aree in cui la specie era stata completamente estirpata il numero di capi di bestiame ucciso non differiva di molto rispetto a quello misurato quando la specie era ancora presente nell'area: mentre le pecore e gli altri capi di bestiame venivano attaccati e uccisi principalmente da mute di cani rinselvatichiti, il pollame veniva razziato dai gatti rinselvatichiti e dai dasiuri.
Con l'estinzione del tilacino, avvenuta nel 1936, la popolazione tasmaniana prese coscienza della necessità di preservare una fauna unica come quella locale e nel giugno 1941 venne emanata una legge speciale che decretava la protezione del diavolo della Tasmania, allora divenuto piuttosto raro: negli anni cinquanta, tuttavia, in virtù di una veloce crescita numerica di questa specie, venne permessa la cattura limitatamente agli esemplari colpevoli di razzie ai danni dell'uomo. Negli anni sessanta venne permesso anche l'utilizzo di esche avvelenate per evitare tali razzie, mentre le pressioni effettuate sul governo per togliere al diavolo della Tasmania lo status di specie protetta ebbero scarso successo (questo principalmente perché il movimento ambientalista locale evidenziò che il ruolo di questa specie nelle razzie ai pollai e agli ovili era del tutto marginale, mentre i principali artefici dei danni erano i cani rinselvatichiti).
Negli anni novanta, venne stimata una popolazione di diavoli della tasmania compresa fra i 130.000 e i 150.000 animali. Nel 2005, in seguito al diffondersi del tumore facciale del diavolo, la specie venne classificata come "vulnerabile" dal governo locale, e l'anno dopo tale classificazione venne confermata anche dal governo centrale australiano. Nel 2008 una nuova stima della popolazione effettuata dal governo tasmaniano stimò una popolazione selvatica compresa fra i 10.000 e i 100.000 individui, con 20.000-50.000 esemplari sessualmente maturi. A fronte di questo vertiginoso declino, nel 2009 l'IUCN riclassificò la specie (sino ad allora considerata come "A rischio minimo") come "In pericolo.
La popolazione selvatica di diavolo della Tasmania pare essere suscettibile a cali periodici di consistenza numerica, dovuti probabilmente all'oscillazione della disponibilità di cibo o allo scoppio di epizoozie: anche se già nel 1850 viene segnalata una rarefazione della specie per non meglio precisati motivi, il primo evento del genere ben documentato risale al 1909 e il secondo al 1950. Dopo un boom della popolazione durante la prima metà degli anni settanta, la consistenza numerica della specie calò nuovamente, probabilmente a causa della scarsità di cibo dovuta al sovrappopolamento: anche nel 1987 venne registrato un calo dovuto alla medesima causa, sebbene un anno dopo venne scoperto che il 30% circa della popolazione selvatica di diavolo della Tasmania presentava infestazione da Trichinella spiralis. La cosa generò una certa apprensione, poiché tale parassita rappresenta un serio problema per gli animali domestici e può infettare anche l'uomo: tuttavia, venne appurato che i parassiti del diavolo orsino non erano trasimissibili ad altre specie. Inoltre, oltre a essere soggetto all'infestazione da parte di tutta una serie di parassiti, come pulci e zecche, il diavolo della Tasmania rappresenta l'unica specie ospite del cestode Dasyurotaenia robusta, che pertanto (in seguito al declino della popolazione di diavolo orsino) viene considerato "raro" dal governo della Tasmania.
Dal 1999, a tutti i diavoli della Tasmania osservati durante ricerche sul campo vengono prelevati campioni di tessuto da un orecchio per effettuare una biopsia e prelevarne il DNA, in modo tale da avere informazioni sempre aggiornate circa lo stato di salute della popolazione selvatica: nel settembre del 2010, erano a disposizione degli studiosi 5.642 campioni.

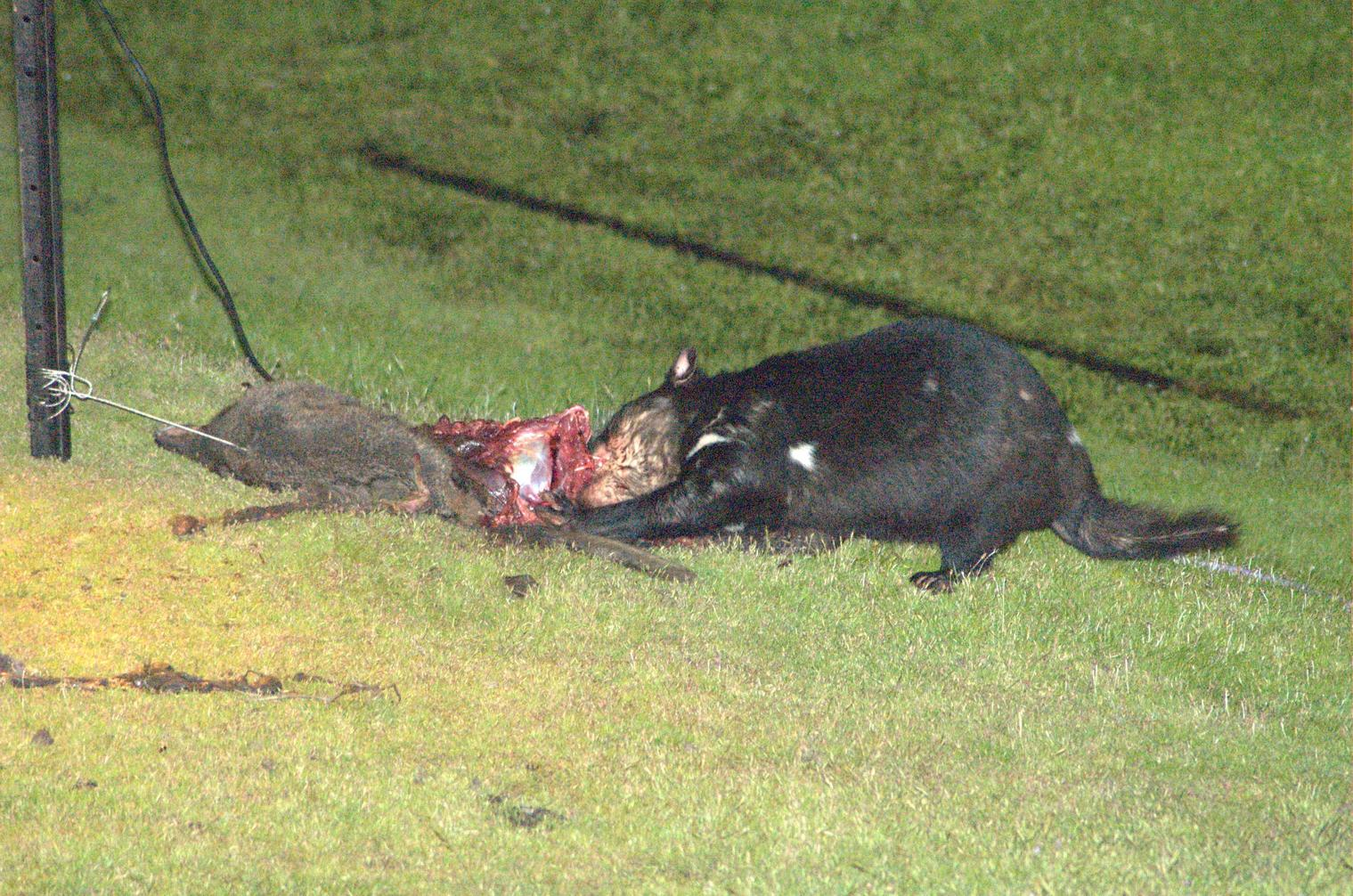
Un diavolo della Tasmania si nutre di un wallaby investito da un'auto: questa abitudine spesso fa sì che questi animali vengano investiti a loro volta.

I diavoli della Tasmania cadono spesso vittima della strada: la loro conformazione, colorazione e la relativa lentezza nei movimenti li rendono molto difficili da avvistare ed evitare per tempo dagli automobilisti rispetto ad altre specie di taglia simile, tanto che un recente studio ha dimostrato che, per evitare con successo un diavolo della Tasmania in procinto di attraversare la strada, un autoveicolo dovrebbe muoversi a una velocità pari a circa la metà del limite massimo imposto nelle zone rurali tasmaniane. Già negli anni novanta venne notato che nelle aree attraversate da strade asfaltate di nuova costruzione si registrava un rapido dimezzamento della popolazione di diavoli orsini: assieme ai dasiuri, inoltre, questi animali sono soliti attardarsi sulla strada durante la notte per cibarsi degli animali investiti, il che li rende ancora più suscettibili di venire investiti a loro volta. Per evitare un eccessivo impatto delle strade sulla popolazione di diavolo della Tasmania (si calcola che annualmente circa 3.392 esemplari, vale a dire fra il 3,8 e il 5,7% della popolazione selvatica, cadano vittime della strada), il governo locale ha lanciato varie campagne di sensibilizzazione correlate a misure di sicurezza come l'illuminazione delle strade rurali, la rimozione degli animali morti da parte di squadre di volontari e l'installazione di cartelli di avvertimento: queste azioni sembrano aver dato i loro frutti, in quanto la mortalità di questa specie si è molto ridotta.
Il declino numerico di questa specie ha favorito la diffusione in Tasmania di alcune specie introdotte, come cani, gatti e soprattutto la volpe rossa, che nel resto dell'Australia rappresentano un serio problema per la fauna locale, avendo decimato numerose specie autoctone. I diavoli della Tasmania, infatti, competono attivamente con questi animali nella ricerca del cibo e spesso si nutrono dei piccoli o anche degli adulti, tenendone il numero sotto controllo: a loro volta, però, i cani e le volpi rappresentano un pericolo per i giovani esemplari. Per cercare di arginare il problema, sono state progettate delle trappole con esca avvelenata, munite di particolari modifiche studiate per permetterne il consumo solo da parte di volpi e cani.

### Il tumore facciale del diavolo

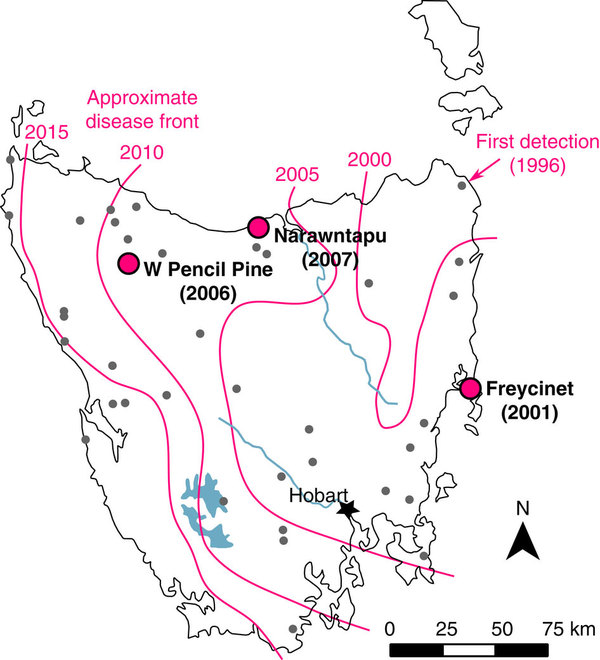
Espansione del DFTD in Tasmania aggiornata al 2015.

Diagnosticato per la prima volta nel 1996 in Tasmania nord-orientale, il tumore facciale del diavolo (DFTD) in pochi anni si è diffuso nel 65% della Tasmania (zona centro-orientale dell'isola, mentre le aree nord-occidentali e meridionali pare siano ancora libere dal contagio), decimando la popolazione selvatica del diavolo della Tasmania: le stime sull'impatto della malattia parlano di una riduzione in numero compresa fra il 20% e il 50%.

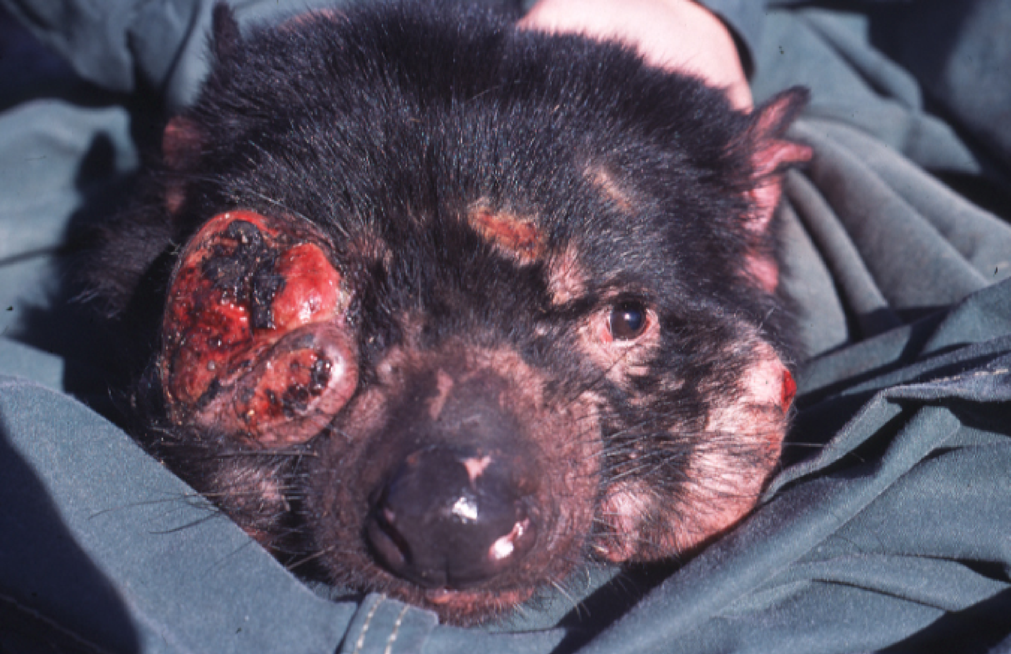
Un diavolo orsino affetto da DFTD.

Questa malattia rappresenta un esempio di cancro trasmissibile, in quanto può essere trasmesso da un animale all'altro. La malattia si manifesta con la comparsa di formazioni neoplastiche attorno agli occhi e alla bocca (e a uno stadio avanzato anche all'interno di essa), che ostacolano le normali attività di ricerca del cibo e nutrizione, portando nella maggior parte dei casi alla morte per inedia nel giro di pochi mesi. Non è ancora stato possibile approntare un vaccino o una cura efficace per questo male, sicché l'unica maniera per arginarne gli effetti sulla popolazione selvatica è isolare il prima possibile gli individui infetti, per evitare che diffondano il contagio. Sono inoltre in atto catture mirate di esemplari sani, messi in quarantena per salvaguardare il biotipo in caso di distruzione della specie allo stato selvatico: a questo scopo vengono allevate in condizioni di semilibertà due "popolazioni di sicurezza", una nel villaggio di Taroona (sito nei pressi della capitale tasmaniana Hobart) e una su Maria Island, al largo della costa orientale della Tasmania. Operano in supporto al salvataggio delle informazioni genetiche anche lo Healesville Sanctuary di Melbourne e il Taronga Zoo di Sydney. Nel gennaio 2010, il numero di diavoli della Tasmania ospitati in queste strutture ammontava a 277 esemplari
Nel 2008 da esami chimici effettuati sul tessuto adiposo di 16 individui colpiti da DFTD è emersa la presenza di forti dosi di elementi chimici tossici e potenzialmente cancerogeni: in particolare, è stata evidenziata la presenza di BB153 (esabromodifenile) e BDE209 (decabromodifenile), appartenenti alla categoria dei PBDE (eteri difenili polibrominati) e utilizzati comunemente come ritardanti di fiamma in molti oggetti di uso comune. In passato era stata chiesta la messa al bando di questi composti ai sensi della convenzione di Stoccolma: tuttavia, le industrie produttrici di BDE209 avevano espressamente negato la possibilità di bioaccumulo da parte del composto, che si era pertanto imposto sui prodotti concorrenti proprio per questa caratteristica.
Nell'ambito del sequenziamento del codice genetico del diavolo orsino, delle analisi effettuate sulle molecole di classe I del complesso maggiore di istocompatibilità (MHC) di questi animali hanno mostrato l'esistenza di 25 "tipi" diversi, con differenze crescenti in direttrice nord-ovest/est. Nell'area orientale dell'isola il 70% dei diavoli della Tasmania presenta un tipo associato all'insorgenza del DFTD (in particolare il 30% di essi presenta tipo 1, il 24% tipo A, la rimanente percentuale si divide fra i tipi D e G), mentre a ovest poco più della metà degli animali appartengono a una di queste categorie: sono invece presenti tipi endemici di questa zona. Ciò significa che, pur presentando diversità genetica minore, nella popolazione nord-occidentale di diavolo della Tasmania tale diversità si manifesta principalmente a livello dei geni del MHC, consentendo maggiore resistenza al DFTD.
Nel 2011, è stato stimato che il costo per la salvaguardia della specie ammonterebbe a circa 11 milioni di dollari.

### Reintroduzione in Australia
Nell'ottobre 2020 il diavolo della Tasmania venne reintrodotto nell'Australia in un santuario diretto da Aussie Ark nell'area di Barrington Tops (Nuovo Galles del Sud): si è trattato della prima volta in cui l'animale avesse calcato in suolo australiano in circa 3.000 anni. In totale vennero rilasciati 26 esemplari adulti in un'area protetta di circa 400 ettari e, ad aprile 2021, risultavano nati sette cuccioli con altri 20 attesi entro la fine dell'anno.

## Simbologia
Il diavolo è il mammifero emblema dello Stato australiano della Tasmania.

## Nella cultura di massa
Nonostante la fama sinistra di cui ha goduto in passato (e della quale gode in parte a tutt'oggi), il diavolo della Tasmania rappresenta attualmente uno degli animali simbolo dell'Australia, e in particolare è l'animale simbolo della Tasmania (e spesso rappresenta anche la prima e unica cosa che viene a essa associata nel mondo). L'osservazione di questi animali è alla base della visita della maggior parte dei turisti sull'isola, e la fama che ne deriva fa sì che l'amministrazione locale faccia di tutto per preservare la specie, poiché l'estinzione del diavolo della Tasmania rappresenterebbe un danno enorme per l'economia.
Pertanto, il diavolo orsino è raffigurato sui simboli di numerose associazioni ed enti, oltre che su numerosi oggetti della vita di tutti i giorni, sia in Tasmania sia nel resto dell'Australia: esso era il simbolo della rappresentativa tasmaniana di football australiano nella Victorian Football League (conosciuta infatti proprio come the devils, "i diavoli") e degli Hobart Devils, squadra di pallacanestro militante nella National Basketball League. Il diavolo della Tasmania, inoltre, pur non comparendo nella serie regolare è presente su varie edizioni speciali e commemorative del dollaro australiano. È inoltre stata proposta la costruzione di un modello gigante (19 m di altezza e 35 di lunghezza) di diavolo della Tasmania, da collocare come attrazione turistica nella città tasmaniana di Launceston.
Il diavolo della Tasmania è inoltre il protagonista di numerosi libri, documentari e cartoni animati, spesso in veste di antieroe o del cattivo di turno: probabilmente, il più conosciuto di questi è Taz, il personaggio dei Looney Tunes. Questo personaggio, creato nel 1954, apparve per la prima volta nel 1957, salvo poi essere ritirato nel 1964: negli anni novanta, con alcune modifiche, esso venne riproposto nella serie Taz-Mania, guadagnando ampia popolarità, al punto che la Warner Bros. pose il copyright sul nome “Tasmanian Devil”. Questo portò a una serie di incontri fra la casa produttrice e il governo tasmaniano, che portò a un accordo fra le parti basato sul pagamento di una somma annuale pattuita da parte del governo della Tasmania in cambio della possibilità di utilizzare il personaggio di Taz a fini di promozione turistica e commerciale: in particolare, nel 2006 venne avviata la produzione di pupazzi raffiguranti Taz, il profitto derivante dalla vendita dei quali viene reinvestito nella ricerca sul DFTD. Sempre a supporto della ricerca contro questa malattia, nella versione 2.6.29 del kernel Linux, al posto del solito pinguino Tux venne presentato un diavolo della Tasmania denominato Tuz.
Altro personaggio creato dalla Warner su ispirazione di questo animale è Dizzy Devil, un giovane diavolo della Tasmania co-protagonista della serie televisiva Tiny Toons. Poiché molti dei personaggi di questa serie sono versioni infantili dei Looney Tunes, Dizzy Devil si presenta molto simile a Taz sia nell'aspetto che nel comportamento, pur presentando a volte un'indole leggermente meno aggressiva e più amichevole del suo modello ispiratore (divenendo amico di animali che potrebbero essere sue potenziali prede) e rivestendo, in alcuni episodi, il ruolo di vittima piuttosto che quello di antagonista.
Diavolo della Tasmania (Tasmanian Devil) è il nome di un metaumano dell'universo DC, una sorta di "diavolo della Tasmania mannaro" e apertamente omosessuale, e i personaggi delle serie dei Biocombat, Snarl e Tasmanian Kid, presentano come forma animale proprio un diavolo della Tasmania.
Infine, "Tasmanian Devil" è anche il nome assegnato a una forma mutante di topo da laboratorio, caratterizzata dal mancato sviluppo delle stereociglia a livello dell'orecchio che ne causano comportamenti simili a quelli dei topi ballerini: in particolare, l'abitudine di roteare su sé stessi ricordò ai ricercatori il tipico girare a trottola del personaggio di Taz, fruttando così il nome comune a questa varietà.